# Giovanni Battista Cacherano di Bricherasio
Giovanni Battista Cacherano di Bricherasio (Bricherasio, 14 novembre 1706 – Bricherasio, 6 settembre 1782) è stato un generale italiano del Regno di Sardegna durante il XVIII secolo..

## Biografia
Il conte Giovanni Battista Cacherano di Bricherasio discende da un'antica e nobile famiglia piemontese che ha generato alcuni ufficiali di alto rango. Anche tre dei suoi fratelli sono divenuti ufficiali di carriera nell'Esercito piemontese.
Nell'aprile del 1734 Giovanni Battista Cacherano di Bricherasio costituisce a proprie spese il Reggimento di Fanteria La Regina (oggi 9º Reggimento Fanteria Bari). Con questo Reggimento partecipa in Italia alla guerra di successione polacca. Durante la guerra di successione austriaca nel 1742 combatte in Valle Varaita e a Madonna dell'Olmo, dove viene ferito. Nel 1744 Cacherano di Bricherasio è promosso al grado di generale di brigata, l'anno successivo a quello di maggior generale poi, nel giugno 1747, a quello di tenente generale. Come tale, comanda le truppe che devono proteggere la valle di Susa e le fortezze di Fenestrelle e di Exilles contro gli eserciti francesi e spagnoli. È il comandante delle truppe piemontesi e alleate il 19 luglio 1747 alla battaglia dell'Assietta, che rimane il suo più grande successo militare. Nel 1751 è nominato viceré e capitano generale della Sardegna, nel 1755 diviene governatore di Tortona, poi nel 1758 governatore di Alessandria e infine nel 1763, governatore della cittadella di Torino. Nel 1763 gli viene nominato Cavaliere dell'Ordine dell'Annunziata. Nel 1771 viene promosso generale della fanteria e gran maestro dell'artiglieria. Trascorre gli ultimi anni della sua vita dedicandosi ai suoi possedimenti di Bricherasio, dove muore nel 1782.